# Харисов, Фаррух Харисович
Фаррух Харисович Харисов (баш. Фәррух Харис улы Харисов; 31 декабря 1918, Махмутово, Уфимская губерния — 13 января 1945, Двинск, Латвийская ССР) — участник Великой Отечественной войны, полный кавалер ордена Славы, командир отделения разведки 559-го артиллерийского полка 49-й стрелковой дивизии старший сержант.

## Биография
Родился в бедной крестьянской семье. Башкир. Член ВКП(б) с 1943 года. Окончил 7 классов. Работал в колхозе, секретарём районного суда.
В Красную Армию призван 25 июня 1941 года Салаватским райвоенкоматом Башкирской АССР. На фронтах Великой Отечественной войны - с июня 1941 года. В боях с гитлеровскими захватчиками приобрёл несколько армейских профессий: и стрелка, и миномётчика, и связиста. В 1942 году был ранен; после выписки из госпиталя стал разведчиком артполка.
Командир отделения разведки старший сержант Фаррух Харисов 14 декабря 1943 года в бою за опорный пункт противника в селе Гаврюши Городокского района Витебской области Белоруссии заменил выбывшего из строя командира взвода и, корректируя огонь батареи, содействовал уничтожению двух пушек, трёх пулеметов и более пятнадцати гитлеровцев.
Указом Президиума Верховного Совета СССР от 21 января 1944 года за образцовое выполнение заданий командования в боях с немецко-фашистскими захватчиками старший сержант Харисов Фаррух Харисович награждён орденом Славы 3-й степени (№ 22535).
В третью годовщину со дня начала Великой Отечественной войны, 22 июня 1944 года, в наступательном бою в районе деревни Дворище Полоцкого района Витебской области Белоруссии командир отделения разведки 559-го артиллерийского полка (47-я стрелковая дивизия, 6-я гвардейская армия, 1-й Прибалтийский фронт) старший сержант Фаррух Харисов установил координаты миномётной батареи и пяти пулемётных точек, которые были накрыты огнём артдивизиона.
23 июня 1944 года в бою за деревню Лесково Полоцкого района Витебской области Белоруссии бесстрашный старший сержант одним из первых ворвался во вражескую траншею и огнём из автомата сразил трёх гитлеровцев.
Указом Президиума Верховного Совета СССР от 20 июля 1944 года за образцовое выполнение заданий командования в боях с немецко-фашистскими захватчиками старший сержант Харисов Фаррух Харисович награждён орденом Славы 2-й степени (№ 850).
14 октября 1944 года в бою у деревни Сили, расположенной в семи километрах юго-восточнее латвийского города Приекуле, Xарисов Ф. Х., корректируя огонь артиллерии, содействовал уничтожению двух крупнокалиберных пулемётов и около десятка фашистов. Когда противник прорвался на огневую позицию, отважный воин в рукопашной схватке и из автомата уничтожил троих гитлеровских солдат. Был ранен, но остался в строю.
Указом Президиума Верховного Совета СССР от 24 марта 1945 года за образцовое выполнение заданий командования в боях с немецко-фашистскими захватчиками старший сержант Харисов Фаррух Харисович награждён орденом Славы 1-й степени, став полным кавалером ордена Славы.
Но не суждено было славному сыну России узнать о высокой оценке его ратного труда, и не довелось встретить долгожданный День Победы, который он приближал в боях с врагами…
Старший сержант Харисов Ф. Х. скончался от полученных ран в госпитале 13 января 1945 года. Похоронен на воинском кладбище в городе Двинске. Имя полного кавалера ордена Славы Фарруха Харисова выбито на гранитном обелиске.

## Награды
- Орден Красной Звезды
- Орден Славы 1-й степени — 24.03.1945
- Орден Славы 2-й степени — 20.07.1944
- Орден Славы 3-й степени — 21.01.1944
- Медали

### Из наградных листов Ф. X. Харисова
«В период разгрома опорного пункта противника у д. Гаврюши 14 декабря 1943 г. старший сержант тов. Харисов заменил вышедшего из строя командира взвода и, корректируя артиллерийский огонь, уничтожил: две 20-миллиметровые пушки, три пулемёта и более 30 гитлеровцев».
«В период наступательных двухдневных боёв, находясь все время в боевых порядках наступающей пехоты, показал себя мужественным и бесстрашным воином. В бою 22.6.44 г. в районе д. Дворище, несмотря на сильный огонь противника, им было обнаружено: 81-миллиметровая миномётная батарея, 5 пулемётов, которые были уничтожены артиллерийским огнём дивизиона. В бою 23.6.44 г. за д. Лесково старший сержант тов. Харисов одним из первых ворвался во вражеские траншеи и огнём из автомата уничтожил трех гитлеровцев…»
«В бою 14 октября 1944 г. в районе д. Сили Латвийской ССР, исполняя обязанности корректировщика огнём в боевых порядках наступающей роты, под сильным ружейно-пулемётным огнём противника, рискуя жизнью, умело корректировал огонь батареи и уничтожил: 2 станковых пулемёта и 10 гитлеровцев. В рукопашной схватке в районе стыка большаков огнём автомата уничтожил 3 немцев. Будучи ранен, не ушёл с поля боя, а остался на своем посту и под непрерывным огнём противника корректировал огонь батареи, чем обеспечил овладение пехотой стыка большака у д. Сили. Несмотря на плохое состояние здоровья, во время контратаки продолжал управлять огнём, чем обеспечил прочное удержание занятого рубежа».

## Память
- Именем Ф. X. Харисова названы улицы в сёлах Малояз и Аркаул Салаватского района Башкирии.
- В родной деревне Ф. Х. Харисова установлен гранитный мемориал[4].